# Ichneumon ochropus
Ichneumon ochropus is een vliesvleugelig insect (orde Hymenoptera) uit de familie van de gewone sluipwespen (Ichneumonidae). De wetenschappelijke naam van de soort werd in 1790 gepubliceerd door Johann Friedrich Gmelin.

## Homoniemen
Voor Ichneumon ochropus Cuvier, 1833 zie Ichneumon taylorae Kittel, 2016